# 紀元前399年
紀元前399年（きげんぜん399ねん）は、ローマ暦の年である。
当時は、「アウグリヌス、ロングス、プリスクス、ルフスとフィロが執政武官に就任した年」として知られていた（もしくは、それほど使われてはいないが、ローマ建国紀元355年）。紀年法として西暦（キリスト紀元）がヨーロッパで広く普及した中世時代初期以降、この年は紀元前399年と表記されるのが一般的となった。

## 他の紀年法
- 干支 : 壬午
- 日本
  - 皇紀262年
  - 孝昭天皇77年
- 中国
  - 周 - 安王3年
  - 秦 - 恵公元年
  - 晋 - 烈公17年
  - 楚 - 悼王3年
  - 斉 - 康公6年
  - 燕 - 簡公16年
  - 趙 - 武公元年
  - 魏 - 文侯47年
  - 韓 - 烈侯元年
- 朝鮮
  - 檀紀1935年
- ベトナム :
- 仏滅紀元 : 146年
- ユダヤ暦 :

## できごと

### ギリシア
- 2月15日 - 哲学者ソクラテスが若者を惑わし、堕落させたとして、アテナイの市民から死刑判決を受けた。4月27日、ソクラテスは亡命を拒み、ドクニンジンを飲んで死亡した。
- スパルタがエーリスを攻め、降伏させた。
- スパルタの提督リュサンドロスは、王が自動的に軍の主導権を取るべきではないと主張して、スパルタの政治体制を改革しようと試みた。彼はまた王の座は選挙で選ばれるべきだとも主張した。しかしこれらの改革は実現されず、アゲシラオス2世の不評を買った。
- マケドニア王国国王アルケラオス1世が狩りの最中に殺された。

### エジプト
- ファラオのアミルタイオスが後継者のネフアアルド1世との戦いに敗れ、メンフィスで処刑された。ネフアアルド1世はエジプト第29王朝を創設し、メンデスを首都とした。

### 中国
- 周の王子の定が晋に亡命する。
- 虢山が崩れ、黄河が塞がる。

## 死去
- 4月27日 - ソクラテス、古代ギリシアの哲学者（* 紀元前469年頃）
- アミルタイオス
- アルケラオス1世、マケドニア王国のバシレウス